# 拉戈島 (葛拉漢地)
63°18′S 57°53′W / 63.300°S 57.883°W
拉戈島（Largo Island），是南極洲的島嶼，位於葛拉漢地，處於哈爾彭角以西1海里，屬於迪羅克群島的一部分，長2公里，由智利探險隊繪入地圖，現時由南極條約體系管理。